# Pablo Galdames (Fußballspieler, 1974)
Pablo Galdames, mit vollständigem Namen Pablo Manuel Galdames Díaz, (* 26. Juni 1974 in Los Andes) ist ein ehemaliger chilenischer Fußballspieler. Der Mittelfeldspieler gewann mit Universidad de Chile zwei Meisterschaften und absolvierte 22 Länderspiele für Chile.

## Karriere

### Verein
Pablo Galdames begann in der Jugend von Unión Española und debütierte beim Klub spanischer Einwanderer 1993. In seiner Debütsaison gewann er erstmals die Copa Chile. 1996 wechselte der defensive Mittelfeldspieler zu Universidad de Chile, mit dem er in fünf Jahren zwei Meisterschaften und zwei Pokalsiege feierte. Nach der erfolgreichen Zeit bei den Azules spielte Galdames in Mexiko für den CD Cruz Azul und den CD Veracruz. 2003 zog es den 1,73 m großen Chilenen nach Argentinien, wo er für Racing Club de Avellaneda und den Quilmes AC auflief. Nach einem kurzen Aufenthalt bei América de Cali kam Galdames nach Quilmes zurück. Seine letzte Karrierestation war das Instituto Atlético Central Córdoba.

### Nationalmannschaft
Pablo Galdames debütierte für die chilenischen Nationalmannschaft im April 1995 unter Xabier Azkargorta. Im Freundschaftsspiel gegen Peru wurde er in der 58. Spielminute für Clarence Acuña eingewechselt.
Bei der Copa América 1995 spielte Galdames bei der 0:4-Niederlage gegen Argentinien als Einwechselspieler und beim 2:2-Unentschieden gegen Bolivien. Nach zwei Niederlagen und einem Unentschieden in der Gruppenphase beendete La Roja das Turnier als Gruppenvierter.
Bei der Copa América 2001 spielte Galdames beim 1:0-Erfolg über Venezuela und bei der 0:2-Niederlage im letzten Gruppenspiel gegen Kolumbien. Chile kam als Gruppenzweiter ins Viertelfinale, in dem La Roja gegen Mexiko mit einer 0:2-Niederlage ausschied.
Pablo Galdames absolvierte sechs Partien in der Qualifikation zur Weltmeisterschaft 2002. Für das Endturnier in Japan und Südkorea qualifizierte sich La Roja allerdings nicht. So war die 0:2-Niederlage im September 2001 in der WM-Qualifikation gegen Venezuela sein letztes Länderspiel. Insgesamt kam er in 22 Länderspielen zum Einsatz und erzielte dabei zwei Treffer.

## Erfolge
Unión Española
- Chilenischer Pokalsieger: 1993

Universidad de Chile
- Chilenischer Meister: 1999, 2000
- Chilenischer Pokalsieger: 1998, 2000

Veracruz
- Liga de Ascenso: 2001

## Sonstiges
Pablo Galdames ist der Vater der Fußballprofispieler Pablo, Thomas und Benjamín.
Pablo Galdames ließ sich bei den Parlamentswahlen 2017 als Mitglied der Partei Partido Regionalista Independiente in Distrikt 8 aufstellen. Mit 1,72 % der Stimmen schaffte er nicht den Einzug in das Parlament als Abgeordneter.